# 2011年多倫多國際影展
第36屆多倫多國際影展於2011年9月8日至9月18日（當地時間）在加拿大多倫多舉行。

## 單元
以下電影被選定為各單元

### 特別放映
- 《我11》王小帥
- 《夺命金》杜琪峰
- 《賽德克·巴萊》魏德聖
- 《桃姐》許鞍華

## 外部連結
- 官方网站